# Frank Casañas
Yennifer Frank Casañas Hernández (Guanabacoa, La Habana, Cuba, 18 de octubre de 1978) es un deportista español que compite en atletismo. Su especialidad es el lanzamiento de disco.
Está casado con la lanzadora de martillo gallega Dolores Pedrares. Obtuvo la nacionalidad española en mayo de 2008. Su mejor lanzamiento personal es de 67,91 metros, que logró en junio de 2008 en Castellón.

## Logros
| Año    | Torneo                                     | Lugar                               | Resultado | Extra |
| ------ | ------------------------------------------ | ----------------------------------- | --------- | ----- |
| Cuba   |                                            |                                     |           |       |
| 1996   | Campeonato del Mundo Junior                | Sídney, Australia                   | 3º        |       |
| 1998   | XVIII Juegos Centroamericanos y del Caribe | Maracaibo, Venezuela                | 2º        | [ 3 ] |
| 2003   | XIV Juegos Panamericanos                   | Santo Domingo, República Dominicana | 2º        | [ 4 ] |
| España |                                            |                                     |           |       |
| 2008   | XXIX Juegos Olímpicos                      | Pekín, China                        | 5º        | [ 5 ] |
| 2009   | Copa de Europa de Lanzamientos             | Quinta do Anjo, Portugal            | 1º        | [ 6 ] |